# Mycetophila hutsoni
Mycetophila hutsoni är en tvåvingeart som beskrevs av Duret 1981. Mycetophila hutsoni ingår i släktet Mycetophila och familjen svampmyggor. Inga underarter finns listade i Catalogue of Life.